# Rudolf Hostettler
Pour les articles homonymes, voir Hostettler.
Rudolf Hostettler, né le 8 juin 1919 à Zollikofen et mort le 19 février 1981 à Engelburg, est un typographe suisse.

## Biographie
Il apprend la typographie à Zollikofen et étudie à la London School of Printing.